# کیف برکین

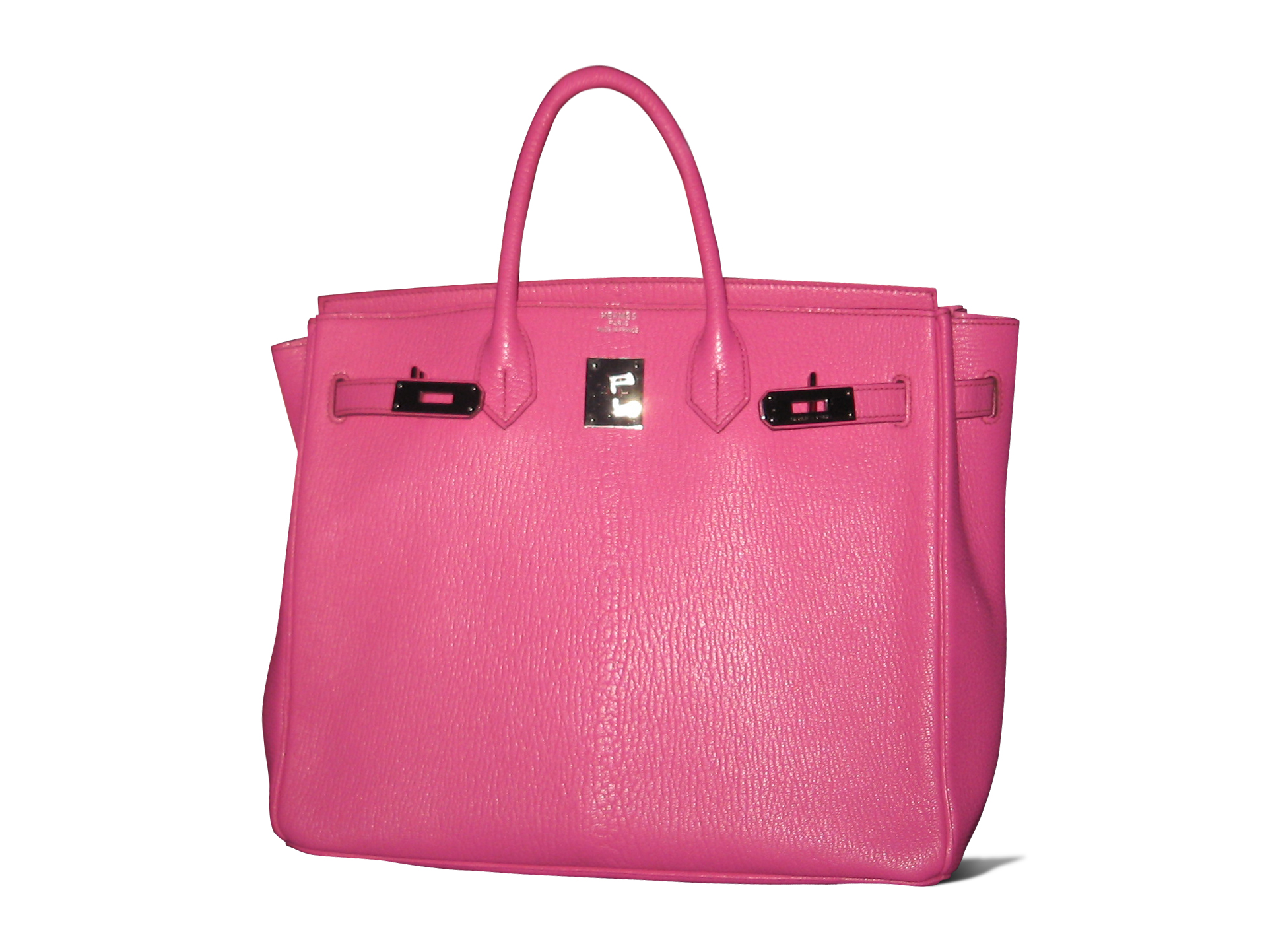
یک کیف بیرکین ساخته شده از چرم گوساله که به صورت رنگ شده‌ است.

کیف برکین نوعی از وسایل شخصی است که توسط ارمس با دست تولید از چرم تولید می‌شود، نام این نوع از کیف از نام بازیگر و خواننده جین برکین گرفته شده‌است. هم‌اکنون این کیف در عالم مد نشانه‌ای از ثروتمندی صاحبش است. این کیف بسیار گران‌قیمت است و معمولاً توسط افراد مشهور استفاده می‌شود.
قیمت این کیف بین ۱۱ هزار دلار تا ۱۵۰ هزار دلار متغیر است. قیمت معمولاً با توجه نوع چرم و نوع پوست مورد استفاده تعیین می‌شود. این کیف در میان بوتیک‌های ارمس در زمان‌های نامشخص و تعداد محدود توزیع می‌شود. این تولید محدود موجب ایجاد کمیابی مصنوعی می‌شود. کیف‌های برکین دست‌ساز هستند و هر کدام توسط یکی از صنعت‌گران ارمس ساخته شده‌است و بیش از ۴۸ ساعت برای ساختن آن کار می‌کند.